# Nikkelsubsulfide
Nikkelsubsulfide, ook trinikkeldisulfide genoemd, is een sulfide van nikkel, met als brutoformule Ni3S2. De stof komt voor als lichtgele tot bronskleurige kristallen met een metaalglans of als poeder. De stof is oplosbaar noch in water noch in organische oplosmiddelen. Het komt van nature uit voor als het mineraal heazlewoodiet.
Nikkelsubsulfide wordt gebruikt in de pyrometallurgie en bij de productie van lithiumbatterijen.

## Toxicologie en veiligheid
Nikkelsubsulfide ontleedt bij verhitting, met vorming van zwaveloxiden. Bij langdurige of herhaalde blootstelling boven de drempelwaarde (1 mg/m³) kunnen er effecten op de nieren en de longen optreden, met als gevolg een verstoorde nierwerking en longaandoeningen. De stof is kankerverwekkend bij de mens.